# Cima di Camadra
Cima di Camadra är en bergstopp i Schweiz.   Den ligger i distriktet Blenio och kantonen Ticino, i den sydöstra delen av landet, 120 km öster om huvudstaden Bern. Toppen på Cima di Camadra är 3 172 meter över havet, eller 65 meter över den omgivande terrängen. Bredden vid basen är 0,20 km.
Terrängen runt Cima di Camadra är huvudsakligen bergig. Runt Cima di Camadra är det mycket glesbefolkat, med 3 invånare per kvadratkilometer.. Närmaste större samhälle är Disentis, 11,2 km norr om Cima di Camadra. 
Trakten runt Cima di Camadra består i huvudsak av gräsmarker.